# Sân vận động Hubert Murray
Sân vận động Hubert Murray (tiếng Anh: Hubert Murray Stadium) là một địa điểm thể thao nằm ở Port Moresby, thủ đô của Papua New Guinea. Sân được xây dựng cho Đại hội Thể thao Nam Thái Bình Dương 1969 trên đất hoang thuộc vùng Konedobu mà trước đây là rừng ngập mặn ven bờ. Môn điền kinh, lễ khai mạc và bế mạc đã diễn ra tại sân vận động mới này, khi sân được đặt tên theo Hubert Murray, một cựu trung úy.
Với sức chứa ban đầu là khoảng 15.000 chỗ ngồi, sân đã được sử dụng cho các trận đấu bóng đá và điền kinh trường học sau kỳ đại hội năm 1969. Vào cuối năm 2003, ba giai đoạn cải tạo sân vận động với tổng chi phí là 120 triệu Kina thông qua một quan hệ đối tác công tư để mở rộng sức chứa lên 25.000 chỗ ngồi. Sân vận động sau khi cải tạo sẽ được dùng cho các trận rugby league, rugby union, và bóng đá trong một địa điểm phù hợp với tiêu chuẩn FIFA, lớp cỏ tự nhiên và hệ thống ánh sáng phù hợp cho truyền hình phát sóng về các sự kiện vào ban đêm.
Kế hoạch cho sáu tầng chính bao gồm tám nhà hàng và một phòng tập thể dục với cơ sở vật chất hiện đại để tổ chức cuộc thi cử tạ cho Đại hội Thể thao Thái Bình Dương 2015. Bóng bầu dục Úc và cricket cũng được phục vụ bằng cách mở rộng hơn nữa trong giai đoạn ba của cuộc cải tạo.